# NGC 5277
NGC 5277 este o galaxie spirală situată în constelația Câinii de Vânătoare. A fost descoperită în 23 mai 1881 de către Édouard Stephan⁠(d).